# The Inevitable Return of the Great White Dope
The Inevitable Return of the Great White Dope – singel zespołu Bloodhound Gang pochodzący z płyty Hooray for Boobies. Jest to piąty, ostatni singiel z tej płyty, został wydany 16 października 2000 roku.
Piosenka została wykorzystana w filmie Straszny film, zaprezentowanym w roku 2000. Piosenka znalazła się na soundtracku do tego filmu.